# ماثيو بيل (سياسي)
ماثيو بيل هو شخصية أعمال وسياسي كندي، ولد في يونيو 1769 في المملكة المتحدة، وتوفي في 24 يونيو 1849 في تروا ريفيير في كندا. انتخب Member of the Legislative Council of Lower Canada ‏ (30 أبريل 1823 – 27 مارس 1838) وانتخب Member of the  Legislative Assembly of Lower Canada ‏ عن دائرة Trois-Rivières (Lower Canada electoral district) ‏ (23 نوفمبر 1809 – 13 مايو 1814) وانتخب Member of the  Legislative Assembly of Lower Canada ‏ عن دائرة Saint-Maurice (Lower Canada electoral district) ‏ ( – 6 أغسطس 1804).